# Herb gminy Żórawina
Herb gminy Żórawina – jeden z symboli gminy Żórawina, ustanowiony 7 października 2002.

## Wygląd i symbolika
Herb przedstawia na tarczy w polu złotym dzielonej w słup w polu lewym czerwony pas z lewa w skos, na którym umieszczono złotego lwa, natomiast w polu prawym pół orła dolnośląskiego. 